# Verbesina agricolarum
Verbesina agricolarum là một loài thực vật có hoa trong họ Cúc. Loài này được Standl. & Steyerm. miêu tả khoa học đầu tiên năm 1940.